# OrbytTV
OrbytTV (anteriormente Mundo Interactivo) fue un canal de TDT propiedad de Unidad Editorial. Comenzó a sintonizarse desde el 1 de marzo de 2011 emitiendo un bucle promocional sin previsión del inicio de sus emisiones. Sus emisiones cesaron el 4 de agosto de 2014. Nunca llegó a emitir ningún programa más allá del bucle de prueba.

## Historia
Se trató de un canal HbbTV, es decir, televisión interactiva, que comenzó sus emisiones el 1 de marzo de 2011 bajo el nombre de Mundo Interactivo. Durante tres meses este canal emitió una serie de bucles que no proporcionaba mucha información sobre qué tipo de interactividad o servicio se iba a ofrecer, pero ya en junio de 2011 se comenzaron a ofrecer contenidos interactivos en pruebas como tráileres de cine, documentales (del canal The Biography Channel), dibujos animados, gastronomía (del Canal Cocina), reportajes (de TCM), música y otros contenidos a la carta. Aun así, estos contenidos no podían verse a menos que el terminal/decodificador dispusiera de tecnología HbbTV.
A finales del año, el 21 de diciembre de 2012, Mundo Interactivo modificó el bucle promocional indicando que el canal puede verse con los aparatos de emisión comercializados por Orbyt, quiosco virtual de Unidad Editorial. Así, en enero de 2013 el canal pasó a denominarse OrbytTV.
Finalmente, después de tres años y cinco meses, el 4 de agosto de 2014, OrbytTV cesó sus emisiones. Esto se debió a una demanda por parte de la empresa Infraestructuras y Gestión 2002, la cual consideraba ilegal uno de sus dos canales de televisión, ya que ambos estaban alquilados y únicamente se puede alquilar la mitad del múltiplex, así como el servicio interactivo OrbytTV.
El 26 de octubre de 2014, con la liberación de las frecuencias de la TDT, este mismo canal volvió bajo la denominación "SoyInteractivo", que volvió a emitir un bucle las 24 horas al día. Este desapareció al poco tiempo.